# Cratere Eurydamas
Eurydamas è un cratere sulla superficie di Febe.